# Finala Cupei Campionilor Europeni 1974
Finala Cupei Campionilor Europeni 1974 a fost un meci de fotbal între Bayern München din Germania de Vest și Atlético Madrid din Spania. Două goluri marcate în prelungiri a însemnat că cele două părți nu pot fi separate, așa că o rejucare a avut loc două zile mai târziu. Beyern a câștigat al doilea meci foarte convingător, Uli Hoeneß și Gerd Müller marcând câte două goluri.

## Detalii
| Bayern München     | 1 – 1 (a.e.t.) | Atlético Madrid |
| ------------------ | -------------- | --------------- |
| Schwarzenbeck 119' |                | Aragonés 114'   |

| Bayern München | Atlético Madrid |

| BAYERN MÜNCHEN: |    |                          |     |
|                 |    |                          |     |
| P               | 1  | Sepp Maier               |     |
| F               | 2  | Johnny Hansen            |     |
| F               | 3  | Paul Breitner            |     |
| F               | 4  | Hans-Georg Schwarzenbeck |     |
| F               | 5  | Franz Beckenbauer (c)    |     |
| M               | 6  | Franz Roth               |     |
| M               | 7  | Conny Torstensson        | 76' |
| M               | 8  | Rainer Zobel             |     |
| A               | 9  | Gerd Müller              |     |
| A               | 10 | Uli Hoeneß               |     |
| M               | 11 | Jupp Kapellmann          |     |
| Rezerve:        |    |                          |     |
| M               | 12 | Bernd Dürnberger         | 76' |
| Antrenor:       |    |                          |     |
| Udo Lattek      |    |                          |     |

| ATLÉTICO MADRID:    |    |                             |                 |     |
|                     |    |                             |                 |     |
| P                   | 1  | Miguel Reina                |                 |     |
| F                   | 2  | Francisco Delgado Melo      |                 |     |
| F                   | 3  | José Luis Capón             |                 |     |
| F                   | 4  | Adelardo Rodríguez (c)      |                 |     |
| F                   | 5  | Ramón Heredia               |                 |     |
| M                   | 6  | Luis Aragonés               |                 |     |
| M                   | 7  | Eusebio Bejarano            |                 |     |
| M                   | 8  | Javier Irureta              | Cartonaș galben |     |
| M                   | 9  | José Ufarte                 |                 | 69' |
| A                   | 10 | José Eulogio Gárate         |                 |     |
| A                   | 11 | Ignacio Salcedo             |                 | 90' |
| Rezerve:            |    |                             |                 |     |
| M                   | 12 | Heraldo Becerra             |                 | 69' |
| A                   | 14 | Alberto Fernández Fernández |                 | 90' |
| Antrenor:           |    |                             |                 |     |
| Juan Carlos Lorenzo |    |                             |                 |     |

## Rejucare
| Bayern München                              | 4 – 0 | Atlético Madrid |
| ------------------------------------------- | ----- | --------------- |
| Maier 21' (pen.) Müller 58', 71' Hoeneß 83' |       |                 |

| BAYERN MÜNCHEN: |    |                          |                 |
|                 |    |                          |                 |
| P               | 1  | Sepp Maier               |                 |
| F               | 2  | Johnny Hansen            |                 |
| F               | 3  | Paul Breitner            |                 |
| F               | 4  | Hans-Georg Schwarzenbeck |                 |
| F               | 5  | Franz Beckenbauer (c)    |                 |
| M               | 6  | Franz Roth               |                 |
| M               | 7  | Conny Torstensson        |                 |
| M               | 8  | Rainer Zobel             |                 |
| A               | 9  | Gerd Müller              | Cartonaș galben |
| A               | 10 | Uli Hoeneß               |                 |
| M               | 11 | Jupp Kapellmann          |                 |
| Antrenor:       |    |                          |                 |
| Udo Lattek      |    |                          |                 |

| ATLÉTICO MADRID:    |    |                             |                 |     |
|                     |    |                             |                 |     |
| P                   | 1  | Miguel Reina                |                 |     |
| F                   | 2  | Francisco Delgado Melo      |                 |     |
| F                   | 3  | José Luis Capón             |                 |     |
| F                   | 4  | Adelardo Rodríguez          |                 | 61' |
| F                   | 5  | Ramón Heredia               |                 |     |
| M                   | 6  | Luis Aragonés (c)           |                 |     |
| M                   | 7  | Eusebio Bejarano            | Cartonaș galben |     |
| M                   | 8  | Heraldo Becerra             |                 |     |
| A                   | 9  | Alberto Fernández Fernández |                 | 65' |
| A                   | 10 | José Eulogio Gárate         |                 |     |
| A                   | 11 | Ignacio Salcedo             |                 |     |
| Rezerve:            |    |                             |                 |     |
| M                   | 12 | Domingo Benegas             | Cartonaș galben | 61' |
| A                   | 14 | José Ufarte                 |                 | 65' |
| Antrenor:           |    |                             |                 |     |
| Juan Carlos Lorenzo |    |                             |                 |     |